# Arturo Razo
Arturo Razo Márquez (Irapuato; 30 de noviembre de 1951) es un exfutbolista mexicano que jugaba de defensa. Es hermano menor del también futbolista Daniel Razo.

## Selección nacional
Debutó con México el 14 de febrero de 1978, en una victoria de 5-1 contra El Salvador en San Salvador.

## Clubes
| Club             | País   | Año       |
| ---------------- | ------ | --------- |
| Club Irapuato    | México | 1971-1972 |
| León F.C.        | México | 1972-1979 |
| C.D. Guadalajara | México | 1979-1982 |
| León F.C.        | México | 1982-1983 |

## Palmarés

### Títulos nacionales
| Título               | Equipo | País   | Año     |
| -------------------- | ------ | ------ | ------- |
| Copa México          | León   | México | 1971-72 |
| Campeón de Campeones | León   | México | 1971-72 |